# Gemäldegalerie, Berlin
Gemäldegalerie (nemška izgovarjava: [ɡəˈmɛːldəɡaləˌʁiː], Galerija slik) je umetniški muzej v Berlinu v Nemčiji in muzej, kjer je razstavljen glavni izbor slik berlinskih državnih muzejev (Staatliche Museen zu Berlin). V njej je ena vodilnih svetovnih zbirk evropskih slik od 13. do 18. stoletja. Zbirka vključuje mojstrovine umetnikov, kot so Albrecht Dürer, Lucas Cranach, Hans Holbein, Rogier van der Weyden, Jan van Eyck, Rafael, Sandro Botticelli, Tizian, Caravaggio, Giambattista Pittoni, Peter Paul Rubens, David Teniers mlajši, Rembrandt, Johannes Vermeer in Antonio Viviani. Prvič so ga odprli leta 1830, sedanja stavba pa je bila dokončana leta 1998. Nahaja se v muzejski četrti Kulturforum zahodno od Potsdamer Platz.

## Zgodovina
Za razliko od večine glavnih evropskih zbirk (z izjemo Narodne galerije v Londonu) zbirka Gemäldegalerie v bistvu ni oblikovana okoli nekdanje dinastične kraljeve zbirke, ampak je nastala v postopku prevzema pruske vlade, ki se je začel leta 1815. Od prvega muzej naj bi odseval celotno evropsko umetnost in daje drugačen poudarek kot tisti iz starejših kraljevih zbirk, vključno s kraljevo zbirko Saške, ki je zdaj večinoma v Gemäldegalerie Alte Meister v Dresdnu, najboljši nemški knežji zbirki, ki je kot druge kraljeve zbirke najmočnejša v italijanski umetnosti.
Zbirka je bila prvič odprta za javnost leta 1830, po zaključku gradnje Kraljevega muzeja, ki se danes imenuje Altes Museum ('Stari muzej'), in ga je zasnoval Karl Friedrich Schinkel in ga postavil v Lustgarten nasproti Kraljeve palače na drugi strani Unter den Linden. Slike so zasedle zgornje nadstropje, v spodnjem pa je bila zbirka starin. Na tej točki je zbirka vsebovala skoraj 1200 slik, z jedrom 160 iz zbirke markiza Vincenza Giustinianija iz 17. stoletja, kupljene v Parizu leta 1815. Še pomembnejši nakup je bilo 677 slik iz zbirke, ki jo je v Berlinu oblikoval angleški trgovec Edward Solly, ki so jih pridobili leta 1821; Solly je bil zgodnji zbiralec italijanskih slik trecenta in quattrocenta ter zgodnjega nizozemskega slikarstva. Nakupi so se nadaljevali v celotnem 19. stoletju, 345 del je bilo pridobljenih v času nastopa direktorja Gustava Friedricha Waagena med letoma 1830–1868, čeprav so slike tekmovale s starinami za precej znižane nabavne proračune.
Potem ko je Berlin leta 1871 postal prestolnica novega Nemškega cesarstva, so se razpoložljiva sredstva močno povečala in nakupi so se pospešili, saj si je Berlin prizadeval dohiteti največje evropske zbirke. Leta 1874 je zbirka pridobila najboljše iz zbirke pretežno severnoevropske umetnosti, ki jo je po propadu podjetja ustvaril industrialec Barthold Suermondt iz Aachna. S tem je za muzej poskrbel umetnostni zgodovinar Wilhelm von Bode, ki se je pridružil leta 1872 in bi moral biti največji direktor berlinskih muzejev. Od leta 1883 je vodil kiparske zbirke, nato od leta 1890 slike, od leta 1890 do 1920 je postal generalni vodja berlinskih muzejev. Specialist za Rembrandta in nizozemsko slikarstvo je na teh področjih dodal zelo pomembne dodatke, ni pa zanemaril italijanskega slikarstva. Njegovo vodstvo je zaznamovalo dvig Gemäldegalerie na mednarodni nivo.
Leta 1904 se je muzej Gemäldegalerie preselil v novo zgrajeni Kaiser Friedrich Museum, zdaj Bodejev muzej, kjer se je zbirka še naprej širila. Muzej je bil med drugo svetovno vojno močno poškodovan, vendar je večina zbirke vojno preživela v zavetiščih po Nemčiji. Ob koncu vojne je bilo v požaru v Flakovem stolpu, ki je služil kot zaklonišče za bombe, uničenih 400 del, ki so bila prevelika, da bi jih lahko odpeljali v oddaljena skrivališča. Številne pomembne oltarne slike in druga velika dela so bila izgubljena, zbirka pa v primerjavi z drugimi večjimi evropskimi zbirkami še vedno nima zelo velikih del. Poleg tega so ruski ali ameriški vojaki izropali več sto slik ali jih je Rdeča armada zaplenila in se niso nikoli več vrnile, čeprav je junija 2006 britanski novinar Charles Wheeler vrnil majhno sliko Alessandra Allorija, ki je bila pogrešana od leta 1944 in jo je pobral ob koncu vojne v Berlinu. Preživela zbirka je bila razdeljena med vzhodni Berlin (večinoma v Bodevem muzeju na Museumsinsel) in zahodni Berlin v Berlin-Dahlem, kjer je bila od 1950-ih nastanjena v stavbi, prvotno uporabljeni za azijske zbirke, zgrajeni leta 1923, s povojnimi dodatki.
Nakupi za zbirko v Zahodnem Berlinu so se po vojni nadaljevali, pri čemer so bile nizozemske slike zlate dobe, italijansko baročno slikarstvo in ustvarjanje majhnega odseka za angleško slikarstvo prednostne naloge naslednjim režiserjem pred ponovno združitvijo Nemčije. Leta 1992 so se muzejske uprave vzhoda in zahoda ponovno združile, vendar je fizično združevanje zbirk trajalo dlje. Sedanja stavba na Kulturforumu je bila dokončana leta 1998 in prikazuje približno 1250 slik, čeprav se trenutno zdi verjetna še ena poteza. Druga dela so razstavljena drugje, saj je muzej del berlinskih državnih muzejev in nima posebne zbirke kot večina muzejev. Na primer, L'Enseigne de Gersaint (Gersaintova trgovina) (1720), znana slika Jean-Antoinea Watteauja, je prikazana z drugimi deli v ustreznem okolju palače Charlottenburg. Celotna zbirka starih mojstrov zahodnih slikarjev v berlinskih državnih muzejih naj bi štela okrog 3000.

## Zbirke
Gemäldegalerie se ponaša s svojo znanstveno metodologijo zbiranja in prikazovanja umetnosti. Vsako sobo lahko vzamemo kot eno izjavo o enem do petih umetnikih v določenem obdobju ali po določenem slogu. Nemška zbirka je najboljša in najobsežnejša na svetu, konkurenčni sta ji le Dunaj in München, izjemno obsežne pa so tudi zgodnje nizozemske in italijanske zbirke. Dela španske, francoske in britanske umetnosti so veliko manjša. Še posebej opazne sobe vključujejo osmerokotno sobo Rembrandta in sobo, v kateri je pet različnih Rafaelovih Madon.
V zbirki sta dve Vermeerjevi sliki, Vinski kozarec in Ženska z biserno ogrlico.
Druge pomembne doživetja vključujejo flamske moralistične slike, ki se razprostirajo po severni strani muzeja in prikazujejo preplet med verskimi motivi pokroviteljev umetnikov in pogosto čutnimi navdihi umetnikov. V oddelku o renesansi je na primer prikazan Caravaggiov Amor Victorious skupaj z Giovannijem Baglionejem Sveta ljubezen proti posvetni ljubezni. Dve sliki sta zgodovinsko povezani; Ko je slišal za škandalozno upodobitev teme "Ljubezen premaga vse" v Caravaggiovem delu, je rimski škof naročil Baglionejev odgovor, ki posnema Carvaggiov slog, vključno z značilnostmi Amorja.

## Stavba
Trenutna galerija se nahaja v jugozahodnem kotu Kulturforuma, moderno oblikovanega odgovora na stari Museumsinsel (muzejski otok). Galerijo sta oblikovala münchenska arhitekta Heinz Hilmer in Christoph Sattler. Stavba je sestavljena iz 72 sob, ki imajo dvokilometrsko nadstropje. Zgoraj sobe tečejo okoli velike osrednje dvorane, ki jo muzej opisuje kot 'dvorano za meditacijo'. Dvorana včasih prikazuje skulpture, vendar je večinoma prazna, kar omogoča enostavno prehajanje med sobami in včasih za šolske zabave. Spodaj so tudi delavnice, galerija, posvečena okvirjem in digitalna galerija.
Zbirka je urejena bolj ali manj kronološko, začenši od vhoda in se pomika proti najbolj oddaljenim sobam; vendar je v dolgem osrednjem prostoru veliko vrat, tako da je na kateri koli točki enostavno priti do katere koli druge sobe. Obiskovalec izbira med južno, predvsem italijansko umetnostjo na levi strani ter nemško in flamsko umetnostjo na desni. Številčni sistem, ki se začne na severni strani muzeja, zajema večinoma severnoevropsko, nato britansko umetnost. Obiskovalec, ki sledi južni strani, bo šel skozi večinoma italijansko in južnoevropsko umetnost. Galerije v nadstropju vsebujejo približno 850 del v 53 sobah, približno 400 pa v več sobah ob hodniku spodaj, ki so prav tako odprte za obiskovalce.